# Abbey Dawn
Abbey Dawn é uma linha de roupas lançada pela artista musical canadense Avril Lavigne. Foi idealizada após uma escolha de tecidos e estampas realizada pela cantora, que teve a empresa de moda Jerry Leigh como co-designer. O conjunto de produtos foi lançado em 17 de junho de 2008 nos Estados Unidos pela loja Kohl's, e a partir de 7 de dezembro do ano seguinte passou a ser comercializado em cerca de outros cinquenta países pela internet. O título Abbey Dawn foi escolhido por ter sido um apelido de infância de Lavigne.
Além de roupas, a marca inclui acessórios como bolsas, sapatos e bonés, e possui peças femininas e masculinas, todas voltadas para o público jovem. Para divulgação, Avril fez aparições em diversos desfiles de moda utilizando a linha. Na Semana de Moda de Nova York, da qual participou por duas edições consecutivas, a musicista foi criticada pelo Council of Fashion Designers of America (CFDA) por deixar sua cunhada de catorze anos, Kylie Jenner, desfilar. Abbey Dawn também foi promovida no vídeo musical de "What the Hell", primeiro single de seu álbum Goodbye Lullaby, e fez parte de projetos de caridade quando foi distribuída uma camiseta desenhada por Lavigne para ajudar aos atingidos pelo Acidente nuclear de Fukushima I, em março de 2011.

## Coleção e estilos
Abbey Dawn foi produzida em parceria por Avril Lavigne, responsável pela escolha de tecidos e estampas, e a empresa global de design de moda Jerry Leigh. Como estavam confiantes no sucesso comercial da marca, decidiram que ela também iria incluir acessórios como bolsas, sapatos, entre outros, e não apenas roupas. Lavigne também é creditada pelo design de jóias para a marca.
Seu nome foi escolhido por ter sido um apelido dado a Lavigne na infância, por seu pai. As cores rosa, preto e roxo, além de desenhos de estrelas, corações, crânios, relâmpagos e estampas zebras listradas, manchadas, xadrez, de leopardo  e jeans rasgados, são destaques nas peças da marca, que foi inspirada no estilo eclético da própria Avril.
A grife foi lançada em 17 de junho de 2008 nos Estados Unidos com exclusividade para a loja Kohl's, com os preços variando entre 24 e 48 dólares por peça, e esteve disponível apenas no país - além do Japão, onde também foi disponibilizada em 2008 - por pouco menos de dois anos; a partir de  7 de dezembro de 2009, passou a ser comercializada via internet para cerca de cinquenta outros países contando também com peças masculinas como camisas, casacos e bonés. A seção masculina da marca foi inspirada especialmente no irmão de Avril, Matt: "Eu penso no meu irmão, na minha banda. É para caras que estão por dentro de outras marcas como Metal Mulisha", ela disse.
Para o verão no hemisfério norte, Lavigne lançou biquínis da grife com peças com cores de tons neon de turquesa, coral, roxo, vermelho, entre outras. A linha conta também com chapéus para combinar com o conjunto. A coleção esteve à venda nas lojas Boathouse no Canadá.
| “ | "Minha coleção de biquínis e maiôs é detalhada com rebites em pirâmide, charmes e anéis metálicos, e cada peça se funde com um estilo muito clássico". | ” |

Abbey Dawn também tem uma coleção de roupas esportivas, maiôs e vestidos a partir desde a primavera de 2012. Em março do mesmo ano, Avril renovou sua coleção com um design mais feminino desde seu lançamento em 2008.
O jornal Daily Mail disse que os estilos das roupas da marca Abbey Dawn que Avril usou em um passeio em maio de 2012 em Paris, lembra o mesmo tipo de sua imagem grunge de 2002, com a combinação de malha grossa na cor preta, incluindo um casaco com um crânio estampado.
Em entrevista postado no site oficial da Avril, ela disse que sua inspiração para a moda veio em compras pelo Japão lugar onde, segundo a cantora, estão na frente na questão moda e se vestem de uma forma livre, sem proibições. E que sua melhor combinação já feita usando as roupas da marca foi em uma apresentação usando um vestido no Teen Choice Awards. E disse novamente a origem do nome da coleção que foi por causa do seu pai onde, na época, trabalhava em uma rua que se chama Abbey Dawn e quando ela foi criança era chamada assim, sem muitas especificações afirma ela.

## Entrevistas e divulgação
Em uma entrevista para o portal Just Jared, Lavigne afirmou que a Abbey Dawn "É tudo que eu uso. Eu tenho um estilo muito particular e quero que as roupas tenham um preço acessível", completando que "O que é importante para mim é que seja bem feito. Eu experimento tudo para aprovar. Tenho certeza que as pessoas na faixa dos 20 anos irão usar porque será sexy". Em outra entrevista, disse, "Minha música e minhas roupas refletem exatamente o que eu sou, e fico feliz que meu estilo faça sucesso entre os meus fãs".
| “ | Eu tenho um estilo muito particular. Eu quero que ele (Abbey Dawn) esteja disponível para um monte de meninas, e quero que seja acessível. | ” |

Para divulgação do filme Alice in Wonderland, Avril criou uma coleção de roupas Abbey Dawn inspiradas no longa-metragem. Em entrevista, ela disse: "Eu fiquei horas vendo as imagens do filme para obter inspiração para o vestuário. Acabamos usando um monte de estampas florais, que eram as flores com as caras, e como o palavreado Shrink me. Era tudo ou nada.", e disse que sua peça favorita era uma camiseta branca com um desenho de coelho na estampa, incluindo o relógio de bolso usado por ele. Todas as peças dessa coleção foram lançadas em 5 de março de 2010, custando entre US$24 e US$50 na rede de lojas Kohl's. Houve uma exposição aberta ao público dessas peças com o título "O lado mais ousado de Alice", que aconteceu no dia 30 de setembro de 2009, no FIDM'S campus de Los Angeles, Estados Unidos. Lavigne forneceu looks para Mia Wasikowska (intérprete Alice), Johnny Depp (intérprete do Chapeleiro Maluco) e Helena Bonham Carter (intérprete da Rainha Vermelha).
Na época, para comemorar o lançamento de uma nova coleção, Avril promoveu uma festa da marca Abbey Dawn. O evento aconteceu no dia 23 de agosto de 2011, na boate Pure, em Las Vegas.

### New York Fashion Week
Durante o lançamento de sua grife na semana de Moda de Nova York, Avril Lavigne apresentou alguns de seus modelos femininos e também lançou uma linha própria masculina para a coleção de verão de 2012. Até o momento, de acordo com a revista Rolling Stone, a reação da indústria em relação a entrada de Lavigne no mercado da moda tem sido mista.
| “ | Quando eu era mais jovem, vestia roupa de skatista e adorava tudo aquilo. Mas, enquanto crescia, passei a gostar de vestir saltos e vestidos. Com o tempo, a moda muda. E agora que estou mais velha, tenho uma linha de roupas e estou mais ligada à moda. | ” |

Avril concedeu uma entrevista ao site Contactmusic na época, na qual disse estar muito honrada em ter a oportunidade de mostrar pela segunda vez sua mais nova coleção da Abbey Dawn no New York Fashion Week. "Eu já fiz um desfile lá, e isso é algo muito importante. Estou em turnê pela Europa, mas eu garanto que posso fazer isso. Tenho duas horas para o desfile e depois vou embora. Voarei quase 24 horas, mas isso é muito importante". Lavigne lançou sua linha de roupas em 2008 e disse que só em 2011 sente que ela está completa e que, de lá para cá, seu gosto pela moda cresceu consideravelmente.
O desfile contou com estampas misturadas com o preto e cinza que dá o tom rock às roupas. 
As estampas tiveram também a bandeira dos Estados Unidos, caveiras, camuflada em estilo xadrez e com desenhos coloridos. Nas peças mais simples foram mostradas camisas com fundo de branco e cinza, além dos biquínis. A modelo foi Kylie Jenner, irmã do namorado de Avril, Brody Jenner, que desfilou com um vestido preto e mais duas produções. Brody publicou em seu twitter que gostou de ver a irmã lá. Avril também agradeceu pelo microblog a participação da cunhada e afirmou que ela trabalhou bem na passarela. O Conselho de Estilistas da América (CFDA) criticou Lavigne negativamente por permitir que Kylie desfilasse; o conselho incentiva toda a indústria da moda, incluindo as grandes agências, a não empregar modelos com menos de dezesseis anos de idade, a fim de preservar seu crescimento natural. Avril encerrou o desfile ela mesma, usando uma coroa de brilhantes.

## Comercialização mundial e parceiras
Abbey Dawn tornou-se uma marca global em dezembro de 2010, segundo o site oficial da grife. Ela foi promovida em países da Europa como Alemanha, onde ocorreu um show internacional de comercialização de roupas "Bread & Butter" em Berlim, entre os dias 6 e 8 de julho de 2011. Esse acontecimento esteve nos Trending Topics mundiais do Twitter em 6 de julho de 2011.
Na capital da Alemanha, a cantora mostrou uma extensa coleção de vestuário: moda praia, bolsas e sapatos, no anual "Bread and Butter Supershow". A marca Abbey Dawn participou também de um desfile no metrô em 6 de julho, e a própria Avril esteve na tenda de sua grife todos os dias reunindo-se com compradores, distribuidores e possíveis revendedores de todo o planeta, discutindo sobre a marca, suas inspirações e visões.
| “ | Isto é uma excelente oportunidade para mostrar a Abbey Dawn em um cenário global para os comerciantes de todo o mundo. Estou animada com a chance de levar essa marca pessoal para um nível mais elevado. | ” |

No evento realizado na Alemanha, Avril mostrou sua primeira linha de roupas masculinas: todas as peças feitas com algodão puro, poli/algodão queimado, lavadas a ácido, roupas com lã lavada e misturas de texturas. Além disso, a Abbey Dawn também fez parte de ajudas humanitárias ao lançar uma uma camiseta que a própria cantora desenhou para ajudar o Japão. Lançada por 25 dólares em sua loja na internet, cada camiseta comprada reverte todo o lucro para a The Avril Lavigne Foundation para ajudar Mercy Corps do programa "Comfort for Kids", em parceria com o parceiro local Peace Winds.
Em janeiro de 2012, Avril fez uma parceria com a marca Sally Hansen's Salon Effects, pertencente ao conglomerado Coty, Inc., para lançar uma linha de unhas postiças inspiradas na marca e no estilo da cantora. Seu lançamento foi anunciado para abril de 2012 e virá acompanhado de outros acessórios. Lavigne disse em entrevista: "Eu sou uma pessoa muito visual, eu gosto de criar, e eu adoro me divertir, eu acho que isso oferece auto-expressão, e é uma maneira muito inteligente e versátil para mostrar meu estilo, acho que meus fãs vão realmente gostar dele... porque é fácil, simples e divertido." A Coty escolheu a canadense por ela ter um estilo feminino. Steve Mormoris, vice-presidente de marketing global para a Coty Beauty disse: "Avril é um ícone da música pop, mas ela também se tornou uma inspiração da moda, conhecida mundialmente por seu estilo feminino. Acreditamos que esta nova coleção vai suscitar uma nova tendência entre os admiradores da Avril". Annette Devita, vice-presidente de marketing da Sally Hansen acrescentou: "Ela apela para uma nova geração de meninas, o que faz dela um ajuste perfeito para Efeitos Salon".
No Reino Unido, a loja online Music And Merchandise (MAM) publicou em seu site oficial que vai comercializar os produtos Abbey Dawn em 2012.
Em fevereiro de 2012, a empresa JustFabulous fechou uma parceira com a marca Abbey Dawn, com o objetivo de lançar antecipadamente uma linha especialmente para a primavera. Tal como acontece com todos os itens vendidos no JustFabulous, a coleção foi oferecida em preços especiais. A coleção disponível no site está sendo comercializada desde o início da primavera de 2012 e tem em seu catálogo, uma variedade de itens escolhida pela própria cantora, que vai de novos sapatos e bolsas, incluindo alguns estilos que são exclusivos para JustFabulous. Inspirada na música e viagens do mundo, a seleção contém doze sapatos e cinco bolsas. "Estou tão feliz com o lançamento da minha coleção de Primavera 2012 Abbey Dawn de sapatos e bolsas, assim como estou com a parceria com JustFab", disse Avril Lavigne. Em 13 de março, Avril fez uma festa comemorativa do lançamento no Viper Room.
Foi inaugurada a primeira loja física da Abbey Dawn no Japão, em parceria com a marca Iron First, onde está sendo comercializada várias peças como bolsas, sapatos, camisas e calças.
Segundo o site Fast Company, o tipo de campanha que a Avril faz na sua marca de roupas, é totalmente diferente dos tipos tradicionais. Com o uso de mídia digital, a parceria com o JustFabulous, performances ao vivo no Viper Room, bem como vídeos exclusivos com bastidores, fizeram alavancar as vendas que de acordo com site, resultou em recorde no dia de lançamento com dez mil sapatos e bolsas comercializados. Adam Goldenberg, co-diretor executivo do JustFabulous afirmou que: "Comprar é uma experiência social. Procuramos amigos em busca de conselhos de moda e compartilhamos o que gostamos pelas redes sociais. Com o lançamento de Abbey Dawn, notamos que entretenimento é tão importante quanto comprar."